# Rakova Bara
Rakova Bara (cyr. Ракова Бара) – wieś w Serbii, w okręgu braniczewskim, w gminie Kučevo. W 2011 roku liczyła 421 mieszkańców.